# Índice Schmidt de dolor por picadura

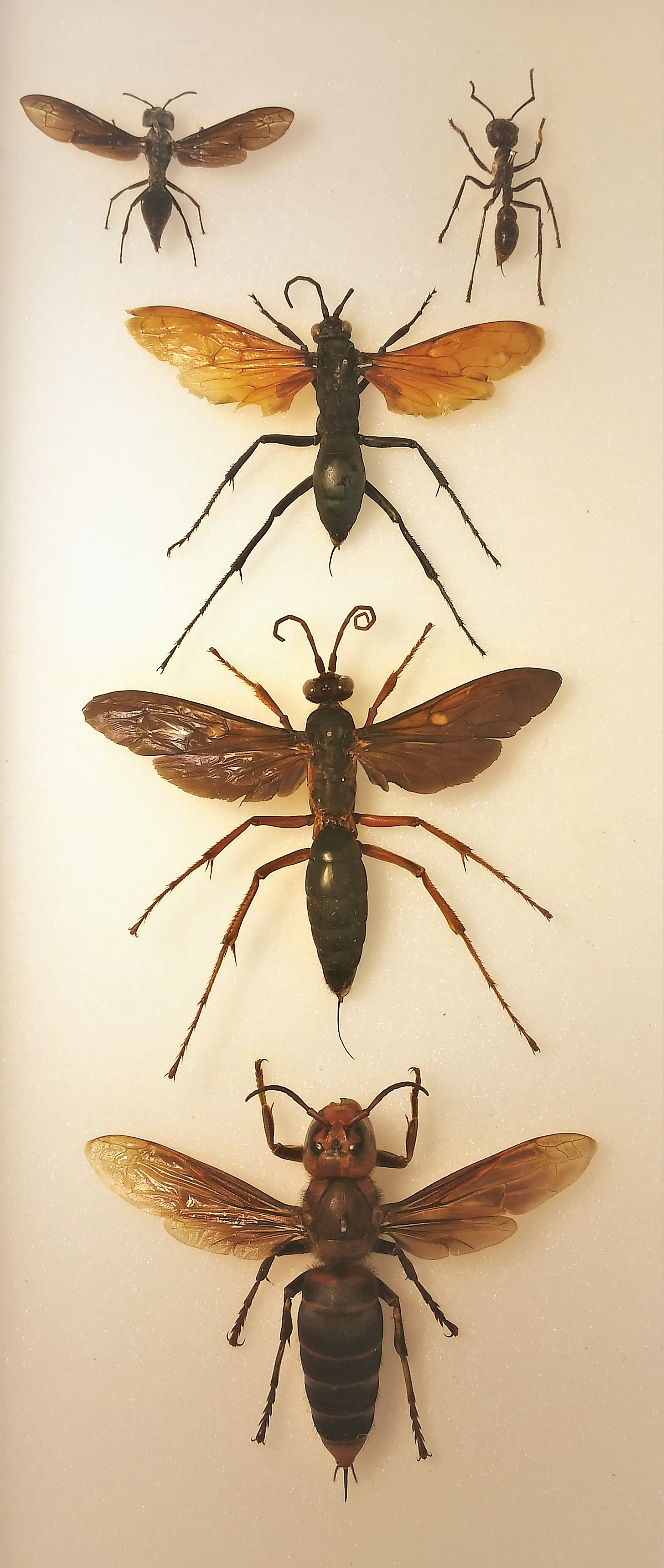
Algunas especies que representan el índice de dolor por picadura de Schmidt: Synoeca surinama, Paraponera clavata, Pepsis sp., Hemipepsis sp. y Vespa mandarinia.

El Índice Schmidt de dolor por picadura es una escala de dolor que gradúa en forma relativa el dolor causado por diferentes picaduras de himenópteros.

## Historia
En gran medida el índice fue desarrollado por Justin O. Schmidt (n. 1947), un entomólogo del Centro de Investigación de Abejas Carl Hayden en Arizona, Estados Unidos. Schmidt ha publicado varios trabajos sobre el tema e indica que ha sido picado por la mayoría de los Hymenoptera que pican.
Su trabajo original data de 1983 en el cual intentó sistematizar y comparar las propiedades hemolíticas de los venenos de los insectos.
Este trabajo le hizo merecedor del Premio Ig Nobel de Fisiología y Entomología en 2015.

## La escala
El índice que presentaba en su trabajo comenzaba en 0 para picaduras que no producen ningún tipo de efecto sobre los seres humanos, un valor de 2 le era asignado al dolor producido por la picadura de una abeja común o una avispa común y el nivel 4 se le asignó a las picaduras más dolorosas. Synoeca septentrionalis, junto con otras avispas del género Synoeca, las hormigas bala y las avispas caza tarántulas fueron las únicas especies que identificó con el nivel 4. 
Además incluyó en su trabajo una descripción de los ejemplos de picaduras más dolorosas, por ejemplo: "las picaduras de Paraponera clavata inducen un dolor inmediato extremadamente alto e insensibilidad frente a la presión aplicada con la punta de un lápiz afilado, y un temblequeo y un deseo incontrolable de sacudir la zona afectada."
Posteriormente, Schmidt refinó su escala, publicando un trabajo en 1990, en el cual clasificó las picaduras de 78 especies y 41 géneros de Hymenoptera. Schmidt describió algunas de sus experiencias con sumo detalle.